# Orseolia javanica
Orseolia javanica är en tvåvingeart som beskrevs av Jean-Jacques Kieffer och Leeuwen-reijnvaan 1910. Orseolia javanica ingår i släktet Orseolia och familjen gallmyggor. Inga underarter finns listade i Catalogue of Life.